# Husaren-Regiment „Kaiser Nikolaus II. von Russland“ (1. Westfälisches) Nr. 8
Das Husaren-Regiment „Kaiser Nikolaus II. von Russland“ (1. Westfälisches) Nr. 8 war ein Kavallerieregiment der Preußischen Armee.

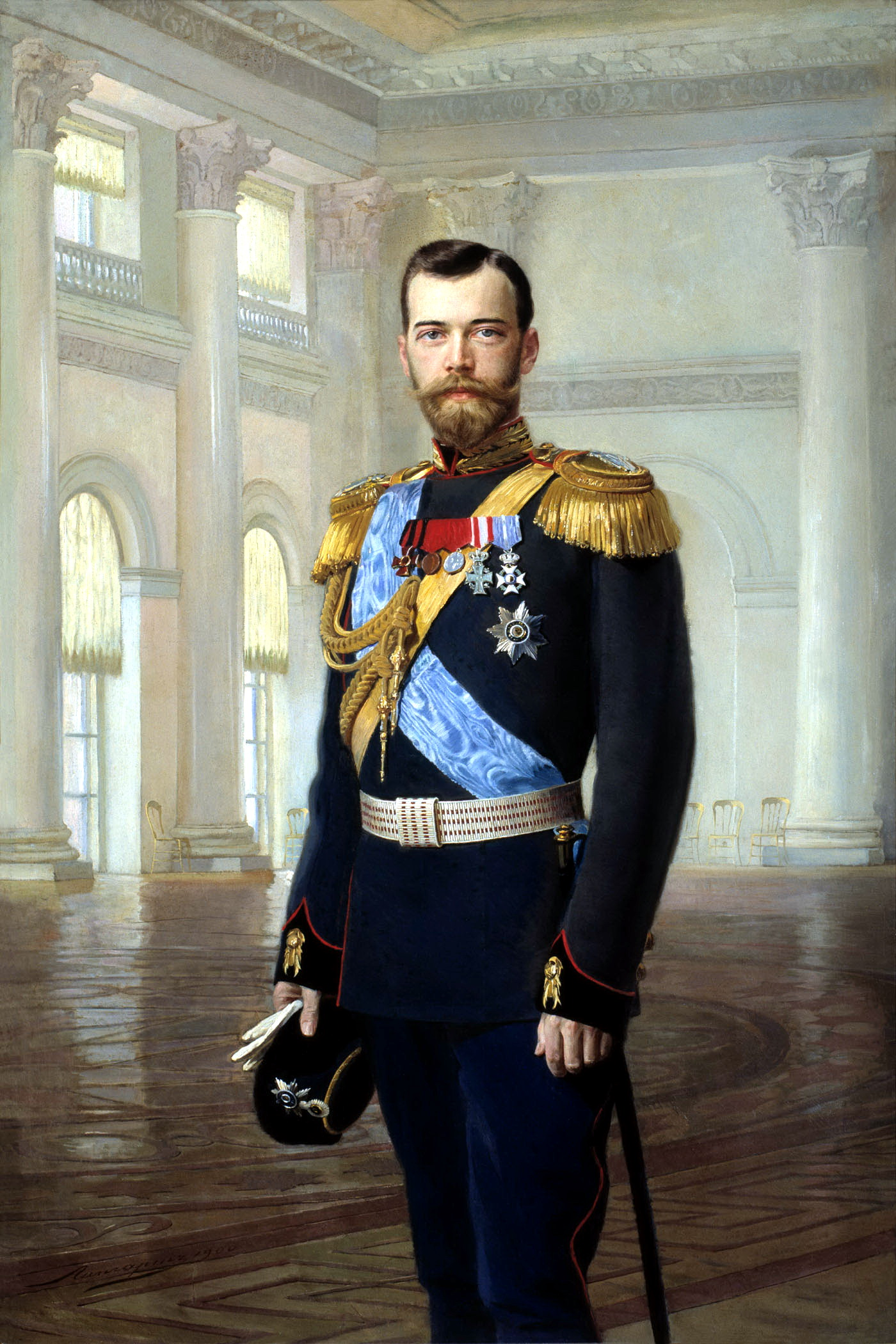
Chef des Regiments – Kaiser Nikolaus II. von Russland

## Verbandszugehörigkeit 1914
VII. Armee-Korps in Münster – Kommandierender General: General der Kavallerie Karl von Einem genannt von Rothmaler
13. Division in Münster – Kommandeur: Generalleutnant Kurt von dem Borne
13. Kavallerie-Brigade in Münster – Kommandeur: Oberst Paul Grünert
- Chef des Regiments: Kaiser Nikolaus II. von Russland
- Garnison: Neuhaus bei Paderborn ⊙

## Geschichte

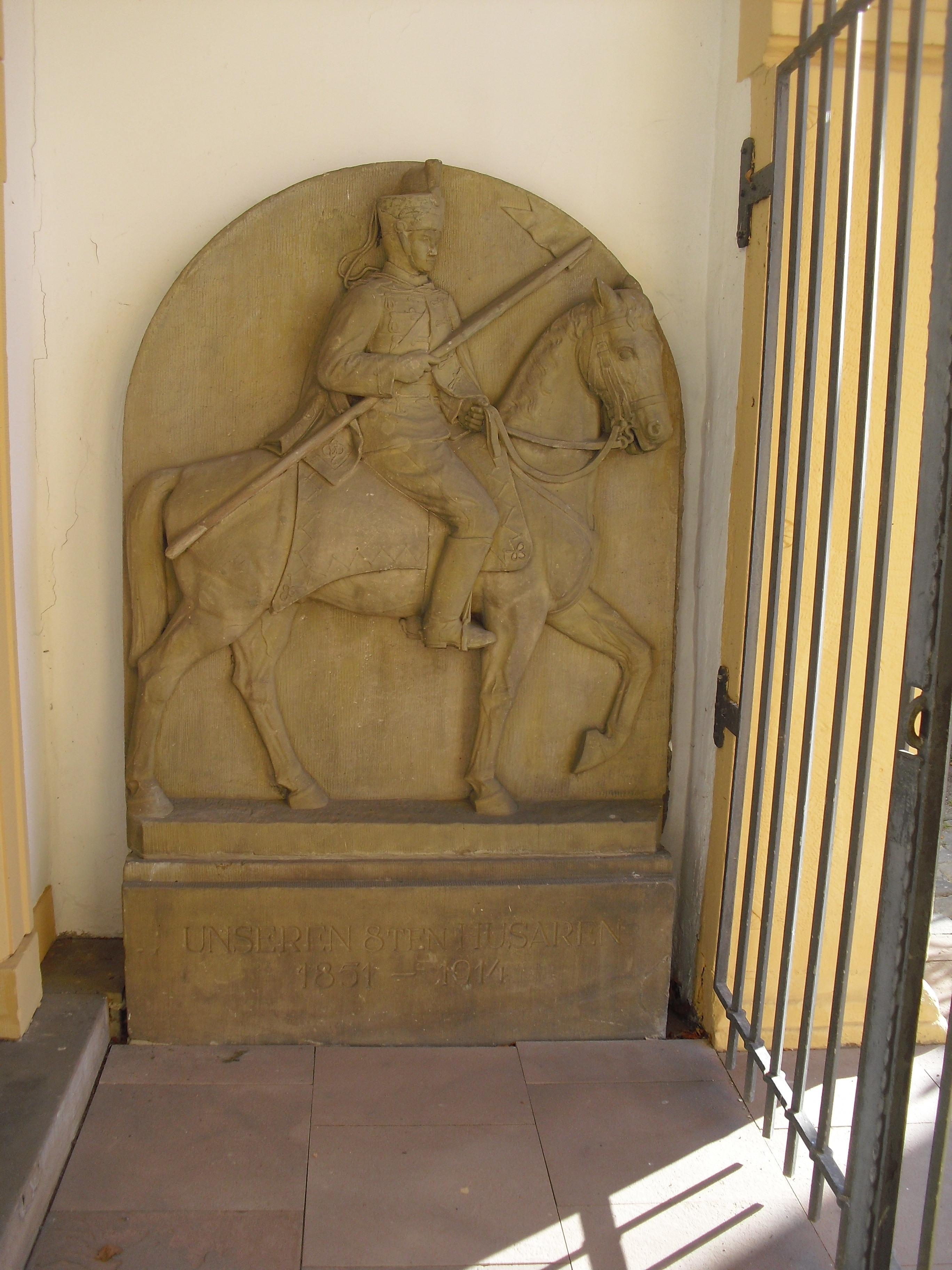
Relief eines Husaren in der Schlosswache in Neuhaus

### Aufstellung
Mit Allerhöchster-Kabinetts-Order vom 7. März 1815 (Stiftungstag) wurde noch während des Feldzuges gegen Frankreich die Aufstellung eines Husarenregiments in der Stärke von zunächst drei Eskadronen befohlen. Die ersten Regimentschefs waren die bayrischen Könige Maximilian II. und Ludwig II. (bis 1866).
Diese Aufstellung erfolgte in der Nähe von Lüttich.
Dazu mussten abgeben:
- Leib-Husaren-Regiment Nr. 2 die 4. Eskadron
- Husaren-Regiment Nr. 3 die 2. Eskadron
- Husaren-Regiment Nr. 6 die 4. Eskadron

Im Januar 1816 wurde eine 4. Eskadron aufgestellt und am 12. Mai 1816 erhielt das Regiment mit der 5. Eskadron seine endgültige Stärke.
Wie in der damaligen Zeit nicht unüblich, wechselte der Verband häufig den Namen und hieß insgesamt wie folgt:
- Ab 25. März 1815: 8. Husaren-Regiment
- Ab 5. November 1816: 8. Husaren-Regiment (1. Westfälisches)
- Ab 7. Mai 1861: 1. Westfälisches Husaren-Regiment Nr. 8
- Ab 19. Juli 1888: Husaren-Regiment „Großfürst Nikolaus von Russland“ (1. Westfälisches Nr. 8) (nach dem neuen Regimentschef)
- Ab 17. November 1897: Husaren-Regiment „Kaiser Nikolaus II. von Russland“ (1. Westfälisches Nr. 8)

Nach der Absetzung des russischen Zaren am 15. März 1917 verlor dieser die Chefstelle des Regiments, das vom 12. Mai 1917 an wieder nur 1. Westfälisches-Husaren-Regiment Nr. 8 hieß.
Im Frühjahr 1918, nach der Rückkehr der Garde-Kavallerie-Division aus Russland wurden die Kavallerie-Verbände neu gegliedert. Es entstanden Garde-Kavallerie-Schützen-Korps, Garde-Kavallerie-Schützen-Division, Kavallerie-Schützen-Divisionen, Kavallerie-Schützen-Kommandos, Kavallerie-Schützen-Regimenter und Schützen-Eskadrons, wobei der Zusatz -Schützen- in der Bezeichnung der Einheiten bedeutet, dass es sich um sogenannte abgesessene Einheiten handelte. Das Regiment unterstand dem Kavallerie-Schützen-Kommando 14.

#### Feldzüge und Kampfhandlungen

Husaren des Regiments ziehen am 14. März 1912 zur Niederschlagung des Bergarbeiterstreiks in Dortmund ein.

Der Verband wurde noch 1815 während des Feldzuges gegen Frankreich eingesetzt; er kämpfte 1849 und 1864 (Deutsch-Dänischer Krieg) gegen Dänemark und 1866 im Krieg gegen Österreich.
Ebenfalls eingesetzt wurde das Regiment im Deutsch-Französischen Krieg 1870/71.
Zu Beginn des Ersten Weltkrieges rückte das Regiment am 3. August 1914 mit seinem Schwesterregiment (Husaren-Regiment Nr. 11), mit dem es während des ganzen Krieges im Brigadeverband bleiben sollte, an die Westfront aus. Die Husaren rückten bis vor Meaux und nahmen nach der Marneschlacht am Wettlauf zum Meer teil. Danach waren sie bei Arras, Lille und Ypern im Einsatz. Im November 1914 wurde das Regiment an die Ostfront verlegt und nahm an der Durchbruchschlacht bei Brzeziny am 23. und 24. November 1914 teil. Danach hatten sie Einsätze in Russisch-Polen, unter anderem an der Weichsel, in Kurland und bei Wilna. Ab Mitte 1916 wurden die Pferde abgegeben; bis zum Beginn des Jahres 1918 folgten Stellungskämpfe in Wolhynien und in den Rokitno-Sümpfen. Danach wurden die Husaren in den Westen verlegt und im Verband der Kavallerie-Schützen-Division infanteristisch eingesetzt. Bis Kriegsende nahm das Regiment an den großen Abwehrschlachten teil.

### Verbleib
Das Regiment wurde 1919 in der Garnison Schloss Neuhaus demobilisiert und aufgelöst.
Die Tradition übernahm in der Reichswehr die 2. Eskadron des 15. (Preußisches) Reiter-Regiments in der Garnison des Schlosses von Neuhaus (Westfalen). In der Wehrmacht führte der Regimentsstab, die 5., 9. und 11. Eskadron des Kavallerie-Regiments die Tradition fort.

### Garnisonen
Das Regiment wechselte mehrfach die Garnisonen und war 1816 in Lüben, 1817 in Trier, 1820 in Düsseldorf, 1851 in Neuhaus bei Paderborn, 1851 in Lippstadt und 1858 endgültig in Neuhaus beim Truppenübungsplatz Senne und nahe der Offizier-Reitschule in Paderborn stationiert.

## Angehörige des Regiments

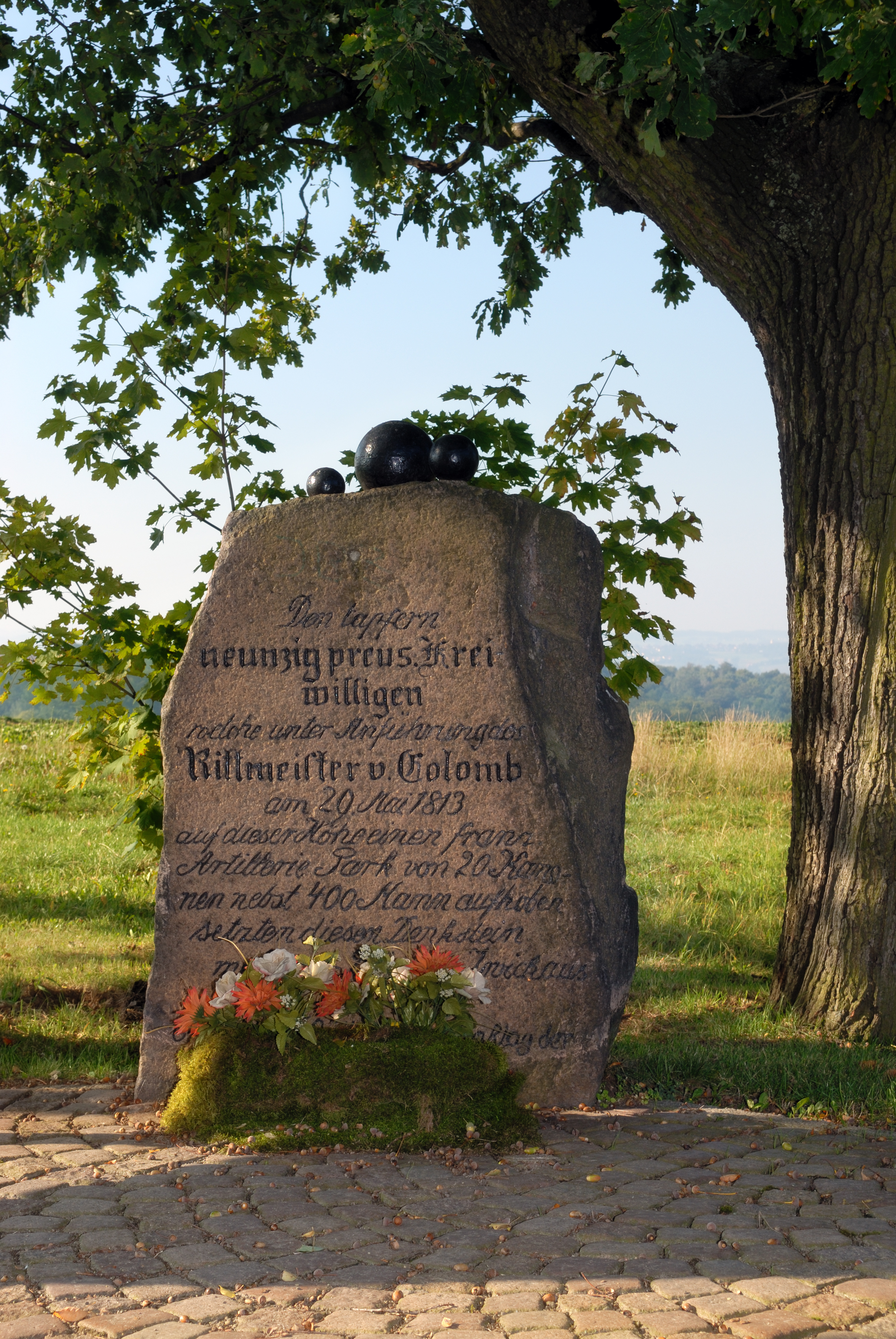
1. Regimentskommandeur Rittmeister Peter von Colomb Denkmal bei Zwickau

Die Geschichte des Regiments von 1815 bis 1918 und deren Angehörigen ist für die Zeit ab Gründung des Regiments 1815 bis 1882 zumindest für die Offiziersränge namentlich dokumentiert und Online abrufbar (siehe Weblinks). Nachfolgend die Aufstellung einiger besonders verdienter Persönlichkeiten (ohne Anspruch auf Vollständigkeit):

### Kommandeure
| Dienstgrad                  | Name                            | Datum                                                           |
| --------------------------- | ------------------------------- | --------------------------------------------------------------- |
| Major/Oberstleutnant/Oberst | Peter von Colomb                | 29. März 1815 bis 19. Oktober 1823                              |
| Oberst                      | Friedrich Marschall von Sulicki | 01. Dezember 1823 bis 29. März 1829                             |
|                             | Alexander von Simolin           | 30. März 1829 bis 30. März 1838                                 |
| Major/Oberstleutnant/Oberst | Ernst Friedrich von Natzmer     | 30. März 1838 bis 24. Januar 1839                               |
| Oberstleutnant              | Carl von Rohr                   | 22. März 1843 bis 30. März 1846                                 |
| Major                       | Adolf von Westarp               | 31. März 1846 bis 4. Mai 1850                                   |
| Major/Oberstleutnant        | Moritz von Inn- und Knyphausen  | 07. Mai 1850 bis 12. Januar 1853                                |
| Major/Oberstleutnant/Oberst | Eugen Erdmann von Württemberg   | 13. Januar 1853 bis 29. Oktober 1856                            |
| Oberst                      | Ferdinand von der Lancken       | 30. Oktober 1856 bis 11. Mai 1860                               |
| Oberst                      | Gustav Waldemar von Rauch       | 12. Mai 1860 bis 1. Juli 1862                                   |
| Major/Oberstleutnant/Oberst | Hermann von Rantzau             | 02. Juli 1862 bis 17. April 1868                                |
| Major/Oberstleutnant        | Theodor Heusinger von Waldegg   | 27. Oktober 1868 bis 10. Dezember 1869                          |
| Major                       | Benno von Arent                 | 11. Dezember 1869 bis 9. März 1870 (mit der Führung beauftragt) |
| Major/Oberstleutnant/Oberst | Benno von Arent                 | 10. März 1870 bis 15. November 1875                             |
| Oberstleutnant/Oberst       | Friedrich Wilhelm von Niesewand | 16. November 1875 bis 16. Oktober 1883                          |
|                             | Titus von Sczytnicki            | 17. Oktober 1883 bis 15. April 1889                             |
|                             | Werner von Below                | 16. April 1889 bis 16. Februar 1893                             |
|                             | Georg von Cettritz und Neuhaus  | 17. Februar 1893 bis 17. August 1897                            |
| Oberst                      | Heinrich von Holy-Poniecitz     | 18. August 1897 bis 21. März 1902                               |
| Oberst                      | Friedrich von Lyncker           | 22. März 1902 bis 20. Juli 1906                                 |
| Oberstleutnant/Oberst       | Reinhard von Wechmar            | 21. Juli 1906 bis 22. Mai 1911                                  |
| Oberstleutnant/Oberst       | Heinrich von Bodelschwingh      | 23. Mai 1911 bis 23. März 1915                                  |
| Oberstleutnant              | Hans von Sydow                  | 24. März 1915 bis 12. Februar 1917                              |
| Oberstleutnant              | Ehrenreich von Manstein         | 13. Februar 1917 bis Auflösung                                  |

### Sonstige Regimentsangehörige
- Rittmeister Fürst Adolf I. Georg (Schaumburg-Lippe)[4]
- Eduard Bendemann[5]
- Friedrich Clemens von Ketteler
- Carl Caspar von Droste zu Hülshoff
- Paulus van Husen

## Ausrüstung/Uniform

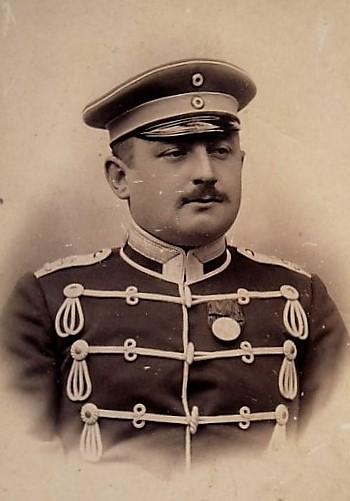
Heinrich Freiherr Droste zu Hülshoff (1875–1934) in der Uniform eines Husaren

Die Friedensuniform der Husaren bestand aus einer dunkelblauen Attila mit weißer Verschnürung. Dazu gehörte ein dunkelblauer Pelzrock mit weißer Verbrämung (ein Geschenk von Zar Nikolaus II.) Auf den Achselstücken befand sich ein weißmetallenes N mit russischer Zarenkrone. Das gleiche Abzeichen aus roter Wolle war auf den Achselklappen der Mannschaften und Unteroffiziere angebracht. Die Pelzmütze bestand für Mannschaften und Unteroffiziere aus Seehundfell, für Offiziere aus Opposumfell. Vorn auf der Mütze befand sich das sogenannte Vaterlandsbandeau aus Messing mit der Inschrift „Mit Gott für König und Vaterland“ sowie die als National bezeichnete Kokarde in den preußischen Farben. Der Kolpak war hellblau. Zu Parade konnte hinter dem National ein schwarz-weißer Federbusch eingesteckt werden. Um der Pelzmütze Halt unter dem Kinn zu geben, war sie mit Schuppenketten aus Messing ausgestattet. Diese wurden normalerweise an der Stirnseite der Mütze hochgebunden (sie wurden über dem National eingehängt.) Von der linken Schulter zur rechten Hüfte lief ein weißes Bandelier mit schwarzer Kartusche. An der linken Hüfte hing die sogenannte Säbeltasche deren Deckel mit den Initialen FWR und einer Krone verziert war. Die Reithose war anthrazitfarben.
Bis etwa 1912 wurde diese Uniform auch zum Felddienst getragen. Bereits mit A.K.O. vom 14. Februar 1907 befohlen und ab 1909/1910 schrittweise eingeführt, wurde anlässlich des Kaisermanövers 1913 die bunte Uniform erstmals durch die feldgraue Felddienstuniform (M 1910) ersetzt. Diese glich vollkommen der Friedensuniform die Verschnürungen waren jedoch in grau gehalten. Das Lederzeug und die Stiefel waren naturbraun, die Pelzmütze wurde durch einen schilffarbig genannten Stoffüberzug bedeckt. Das Bandelier und die Kartusche wurden zu dieser Uniform nicht mehr angelegt.

## Verweise